# Oberes Blaufarbenwerk (Breitenbach)

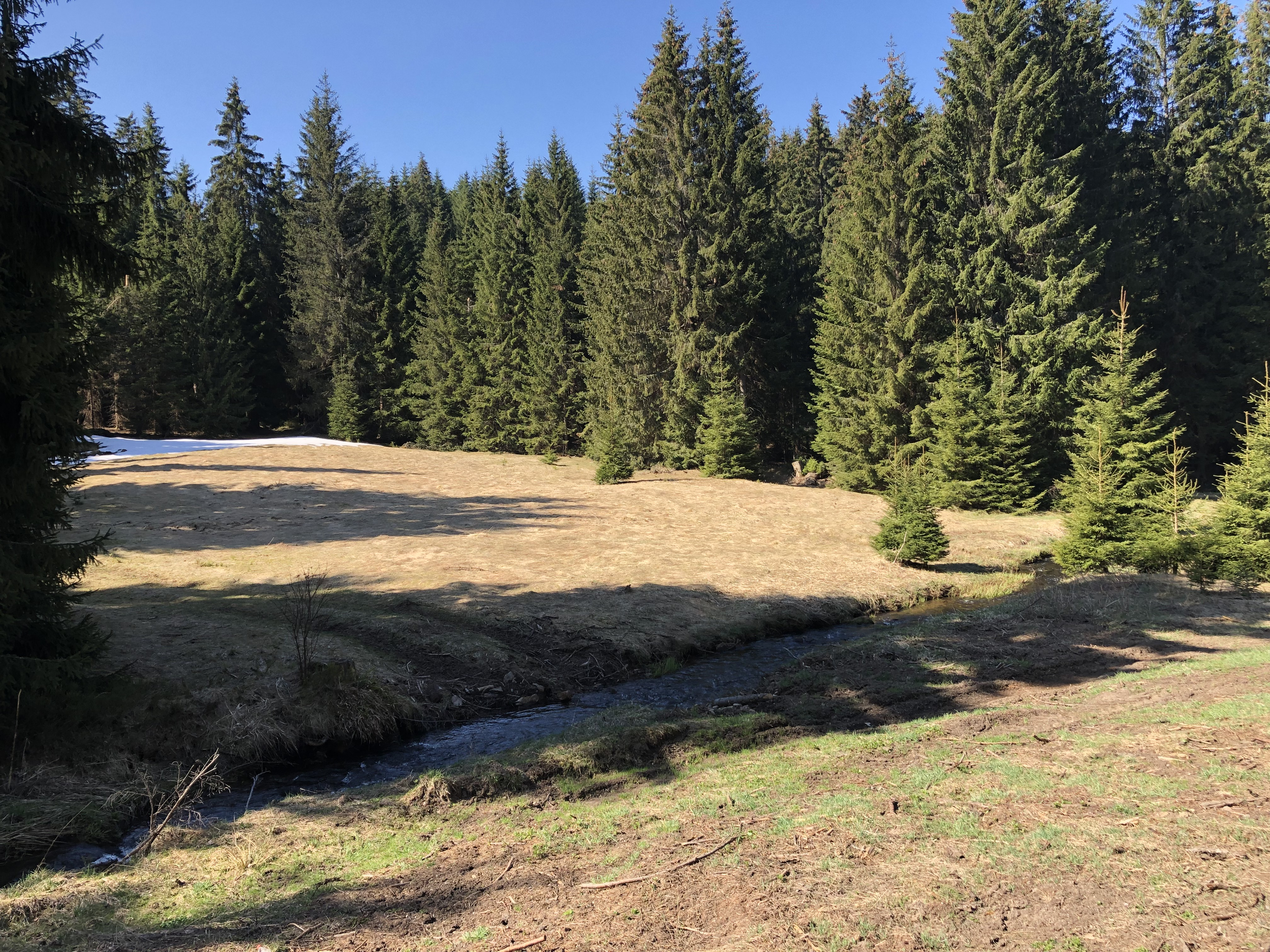
Standort des ehemaligen oberen Blaufarbenwerkes in Potůčky.

Das obere Blaufarbenwerk in Breitenbach, kurz Oberes Werk, zeitweise auch Breitenbachisches Werk und Miesl’sche Schmaltenfabrik genannt, war ein Werksanlage unterhalb vom Heinrichstein im böhmischen Teil des Erzgebirges. Sie diente zur Herstellung von blauer Farbe aus kobalthaltigen Erz sowie zur Glaserzeugung. Zu Hochzeiten wurden in dem Werk jährlich 700 Zentner blaue Farbe produziert und die Erzeugnisse bis nach Amerika abgesetzt. Ihr Konkurrenzunternehmen war das Morbach’sche Blaufarbenwerk, das gleichzeitig in deren Nähe im Breitenbachtal produzierte und Arbeitgeber für zahlreiche Farbmühlarbeiter aus Platten und Breitenbach war. Das an der Poststraße von Johanngeorgenstadt nach Karlsbad gelegene Hauptgebäude wurde zuletzt bis 1945 als Gasthaus zum Heinrichstein genutzt und danach abgerissen.

## Beschreibung
Das Werk bestand im 19. Jahrhundert aus einer Schmelzhütte, inkl. einem Kiespochwerk, einer Farbmühle, Flusshütte, Braunstein-Pochwerk, einem Magazingebäude zur Aufbewahrung der Gefäße und Requisiten, mitsamt zwei Wohngebäuden zur Bewirtschaftung der hierzu gehörigen Feld- und Waldgrundstücke.

## Geschichte

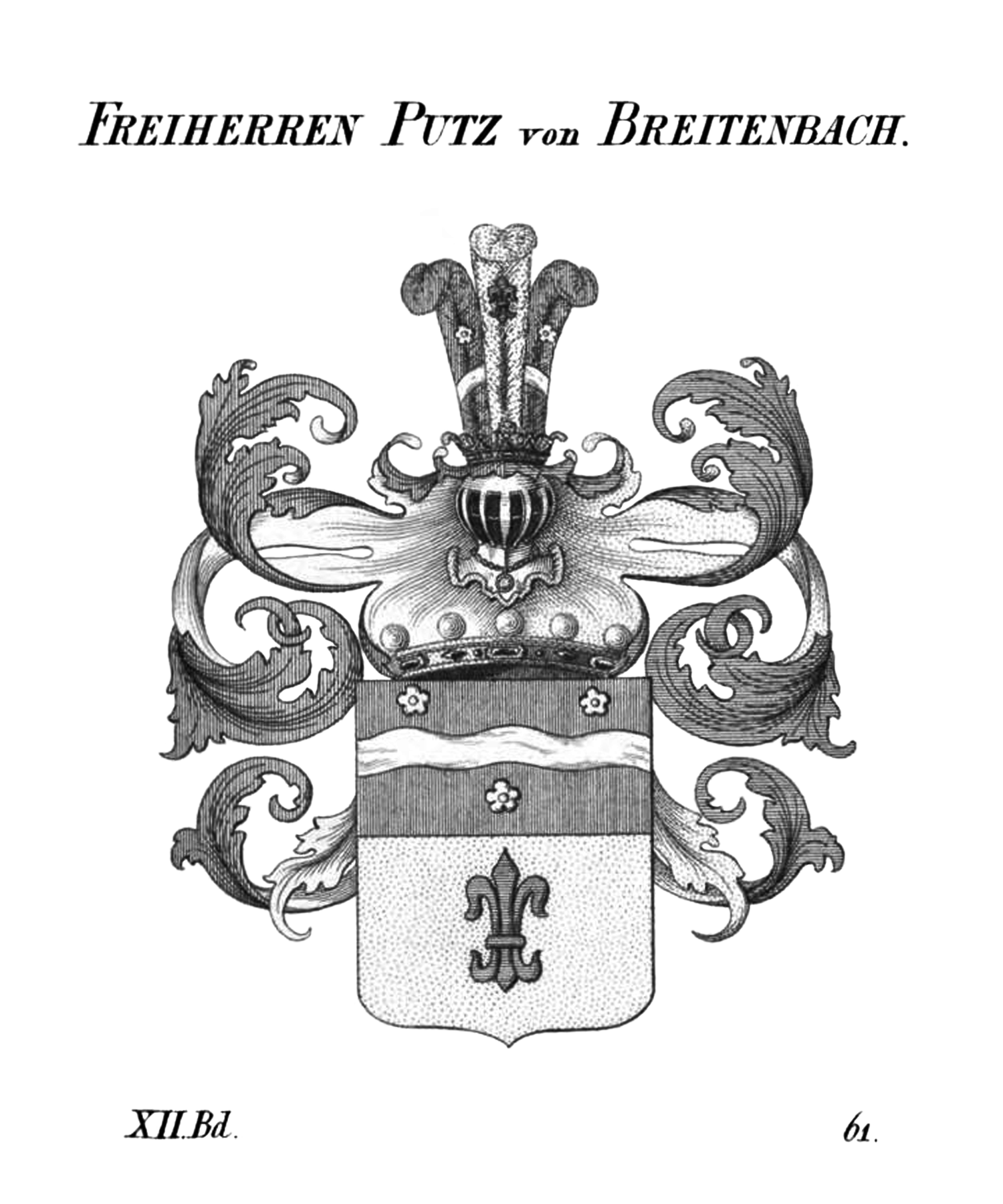
Wappen der Familie Putz von Breitenbach. Die drei Blüten und der Wellenbalken verweisen auf die Werksanlage am Breitenbach.

Der Jugler Hüttenmeister Georg Preußler Senior erwarb 1622 die abgebrannte Farbmühle von Martin Päßler (1586–1651). 1632 gründete er in unmittelbarer Nähe eine zweite Glashütte und vereinigte sie zum sogenannten Breitenbachischen Werk. Da die Familie unter der Protestantenverfolgung zu leiden hatte, bot am 17. Februar 1677 der Glas- und Farbmacher Georg Preußler Junior seine Glashütte und Blaufarbenwerk für 1000 fl. feil. Die Hälfte wurde von dem Waldbereiter und Stadtrichter von Platten Paul Wenzel Seeling († 1693) erworben, der sie am 24. August 1681 an den Hofrat von Schlackenwerth Johann Wilhelm von Steinhofer für 1800 fl. veräußerte. 1685 starb der Steinhöfische Faktor der Glas- und Farbhütten am Breitenbach Andreas Sebastian Siegl im Alter von 38 Jahren. Steinhofer, später sächsisch-lauenburgischer Hofrat, übernahm 1687 den Handel mit blauer Farbe in Prag. Laut Kaufbrief erstand am 12. August 1688 der k. k. Berg- und Gegenschreiber Christoph Adalbert Putz (1658–1726) die oberen Farbwerke samt Glashütten und allen anderen Gebäuden von Steinhofer für 1910 fl. Unter Putz, der 1719 mit dem Prädikat von Breitenbach in den Adelsstand erhoben wurde, nahm die örtliche Blaufarbenerzeugung einen bedeutenden Aufschwung. Aufgrund reicher Kobalterz-Funde in der Umgebung wurde die Glashütte in ein Blaufarbenwerk umgestaltet. Seit 1686 mussten silberhaltige Kobalterze an die Staatliche Silberhütte in Sankt Joachimsthal abgeliefert werden. Erlaubt wurde nur silberfreie oder silberarme Erze zu blauer Farbe zu verarbeiten. Auf die in Platten gewogenen Farbfässer wurde Brennstempelgeld erhoben. Am 4. August 1698 kam es zu einem Zwischenfall, bei dem der 17-jährige, bei Christoph Adalbert Putz in Diensten stehende Farbmühlarbeiter Johann Christoph Leipold von dem Kammrad erfasst und augenblicklich erdrückt wurde.
Zwischen 1722 und 1725 erfolgte die endgültige Stilllegung der Glashütte. Nach dem Tode von Christoph Adalbert Putz 1726 blieb das Werk in Besitz der Familie. 1735 brachte das Oberbergamt Sankt Joachimsthal die Sequestrierung der Blaufarbenwerke von Christoph Adalbert Putz zur Anzeige. 1743 wird erwähnt, das von Breitenbach eine gute Blaufarbenmühle besitzt. 1751 erscheint in den Matriken als Breitenbachischer Faktor Ferdinand Jentsch († 1757). Das Werk wurde 1775 von Freiherr Franz Xaver Putz von Breitenbach (1737–1794) an den vorher auf dem Werk als Breitenbachischen Faktor tätigen Franz Anton Miesl (1731–1792) verkauft. Nach seinem Tode 1792 betrieben die Mieslischen Erben das Unternehmen unter dem Namen Franz Anton Miesl’sche Blaufarbfabrik weiter. Farbmeister und Faktor der Fabrik war Anfang des 19. Jahrhunderts Anton Kolb (1786–1825). 1832 starb Johann Schlosser, Pächter der Mieslischen Farbfabrik, im Alter von 72 Jahren. Die Miesl’sche Fabrik beschränkte sich anfangs lediglich auf den Absatz im Ausland und unterhielt ein Lager in Frankfurt am Main. Trotz der sächsischen und hessischen Konkurrenz wurden die Erzeugnisse in die Rheinprovinzen, Holland, England und Amerika abgesetzt. Das Unternehmen, hart von dem preußischen Zollverband gedrängt, erhielt im Jahre 1841 die Landesfabrikbefugniss und errichtete darauf eine Niederlage in Prag (Jesuitengasse Nr. C. 185-1), sowie ein weiteres Lager in Pilsen und Böhmisch Leipa. Firmenchef war 1855 der Großhändler Felix Kerl (1802–1876), der zugleich an der Spitzenfabrik Franz Anton Gottschald & Comp. beteiligt war. 1875 scheint der Besitzer Anton Carl Kolb gewesen zu sein.
Schon vor 1900 wurde der Betrieb eingestellt. Der Brettmühlbesitzer Anton Leibelt aus Platten Nr. 246 übernahm 1885 das Werksgelände südlich der Straße und baute die Werksgebäude zu einer Brettmühle (Breitenbach Nr. 19) um. Sein Sohn, der Bäcker Laurenz Leibelt (1877–1919), zog mit in die Brettmühle. Aus dem zum früheren Blaufarbenwerk gehörigen Wohnhaus ging das Gasthaus zum Heinrichstein (Breitenbach Nr. 18) hervor, das vor 1900 an Anton Dörfler aus Ziegenschacht verkauft wurde. Er wirkte hier als Gastwirt und Wirtschaftsbesitzer. Wie alle einzeln stehenden Gebäude im oberen Breitenbachtal wurde das Gasthaus nach 1945 abgerissen.

## Zitat
Die Gemeindechronik von Platten berichtet über die Geschichte des Farbwerkes:

„Die Georg Preisler Farbmühle von demselben erbaut, besagtes Farbwerk ist mit den dazu gehörigen Grund erstens durch Paulo Wenzl Seeling wohlbestelten Waldbereiter alhier erkauft hernach an Johann Wilhelm von Steinhof fürstlich niedersächsl Hofrath zu Schlackenwerth ferner 1688 laut vorgemerkten Verkaufsvertragsbuch ist es mit allen Gebäuden mit zugehörigen Verkzeugen Grunden an Berg und Gegenschreiber Christ. Adalb Putz mit 1910 fl vollständig verkaufet. Dieses Besitzet heut zu Tag, dessen Enkl Freiherr Franz Xaver Putz von Breitenbach Her auf Luck, Buda, Werschoditz hat es aber im Jahr 1775 Herrn Franz Ant Miesel kaufflich abgetretet.“

## Produktion
Die Erzgewinnung und Blaufarbenerzeugung ergab im Jahre 1692 232 Zentner blaue Farbe. Zwei Jahre später hatte sich die Blaufarbenerzeugung schon verdoppelt. In den Jahren 1778–1800 wurden in dem Farbwerk bis zu 15000 Zentner und von 1800 bis 1840 bis zu 30000 Zentner blaue Farbe erzeugt. Obwohl das Kobalterz in den umliegenden Bergwerken nicht mehr so ergiebig wie früher und zum Teil aus Ungarn bezogen werden musste und die Preise für das Brennmaterials deutlich gestiegen waren, wurden dennoch weiter jährlich 600 bis 700 Zentner blaue Farbe produziert und teilweise im In- und Ausland abgesetzt.

## Besitzerfolge
1. Georg Preußler Senior 1632–?
2. Georg Preußler Junior ?–1677
3. Paul Wenzel Seeling 1677–1681
4. Johann Wilhelm von Steinhofer 1681–1688
5. Christoph Adalbert Putz 1688–1726
6. Wenzel Leopold Putz von Breitenbach 1726–1747
7. Franz Xaver Putz von Breitenbach 1747–1774
8. Franz Anton Miesl 1774–1792
9. Joseph Prokop Miesl, Joseph Cosmas Miesl 1792–?
10. Felix Kerl, Alois Kolbs Kinder, Anna Kerl und Barbara Braun
11. Anton Carl Korb 1875
12. Anton Leibelt 1885–?

## Sonstiges
Mit dem Oberen Werk ist auch eine Sage vom Faust des Erzgebirges, Pater Hahn, verbunden, die sich um die Frau des Besitzers und um nasses Heu rankt, das trocken wurde, nachdem sie sich bereit erklärt hatte, sich als Gesprächspartner zu Pater Hahn zu setzen, der in das sonst leere Gasthaus eingekehrt war.